# Hussein Zaky
Hussein Ali Zaky, arabisch حسين على زكى, DMG Ḥusain ʿAlī Zakī (* 1. März 1979 in Alexandria, Ägypten), ist ein ägyptischer Handballtrainer. Als aktiver Handballspieler galt der mittlere Rückraumspieler als einer der besten Spieler Ägyptens und Afrikas.

## Spielerlaufbahn

### Verein
Zaky wurde in seiner Heimat vom Spitzenclub Zamalek SC entdeckt, nachdem er in Alexandria beim Al Nahass Club begonnen hatte. Dort erwarb er sich den Ruf eines der größten Handballtalente Afrikas und überzeugte bei der WM 2001, sodass er 2001 – als erster Afrikaner überhaupt – für die Wahl zum Welthandballer des Jahres nominiert wurde und 2002 nach dem Gewinn der afrikanischen Champions League nach Europa wechselte, zum spanischen Spitzenclub BM Ciudad Real.
Hier gewann er 2004 die spanische Meisterschaft, 2003 den Copa del Rey de Balonmano, 2004 und 2005 die Copa ASOBAL, 2005 den spanischen Supercup sowie 2003 den Europapokal der Pokalsieger. Doch bei den Kastiliern wehte ein rauerer Wind als bei Zamalek, denn Ciudad Real besaß mit Talant Dujshebaev und Claus Møller Jakobsen bereits zwei Weltklasse-Mittelmänner. So wechselte Zaky 2005 zum Aufsteiger CAI BM Aragón. Mit der Mannschaft aus Saragossa zog er 2007 ins Finale des EHF-Cups ein. Dort verlor Aragón ohne den verletzten Zaky gegen die SC Magdeburg Gladiators. 2009 wechselte er in die Vereinigten Arabischen Emirate zu Al-Ain und 2010 zu Al-Ahli Dubai, wo er 2017 seine klangvolle Spielerkarriere beendete. Für den Super Globe 2012 lief er noch einmal für Zamalek auf.

### Nationalmannschaft
Zaky hat über 140 Länderspiele für die Ägyptische Männer-Handballnationalmannschaft bestritten und ist in seiner Heimat das Aushängeschild des Handballsports. Mit der Nationalmannschaft gewann er 2000, 2004 und 2008 die Afrikameisterschaft sowie 2003 und 2007 die Afrikaspiele; bei der Weltmeisterschaft 2001 in Frankreich wurde er Vierter und ins All-Star-Team gewählt. Bei der Weltmeisterschaft 2007 in Deutschland schied er mit Ägypten bereits in der Vorrunde aus, das nur den 17. Platz belegte. Er nahm an den Olympischen Spielen 2000 in Sydney, 2004 in Athen und 2008 in Peking teil.

### Trainerlaufbahn
Mit der ägyptischen Junioren-Nationalmannschaft gewann Hussein Zaky bei der U-19-Handball-Weltmeisterschaft der Männer 2019 die Goldmedaille. In der Saison 2020/21 übernahm er das Traineramt von Zamalek  und führte die Hauptstädter zur Meisterschaft.